# 生命線 (熱線)
生命線（英文：Lifeline）是一個提供24小時免費的自殺危機防治專線。生命線的志工能透過電話或視訊提供自殺防治服務、心理支持、以及情緒安撫。

## 外部連結
- 台灣生命線 （页面存档备份，存于）